# 大安寺 (福井市)
大安寺（だいあんじ）は、福井県福井市田ノ谷町にある臨済宗妙心寺派の寺院である。山号は萬松山（ばんしょうざん）、正式な寺号は大安禅寺（だいあんぜんじ）である。
福井藩第4代藩主松平光通が大愚宗築を開山として、越前松平家の永代菩提所として万治元年（1658年）に創建した。境内地は天正2年（1574年）に焼失した竜王山田谷寺の跡地である。
北陸三十三ヵ所観音霊場第10番札所。

## 略史

### 竜王山 田谷寺
大安寺は、もとこの地にあった竜王山田谷寺の跡地に建立された。田谷寺は、伝承によれば、奈良時代に「越の大徳」と言われ、山岳修行僧だった泰澄によって創建されたという。往時は坊舎が48坊もあり、門前に市までなしていたが、天正2年（1574年）に織田信長の越前侵攻に伴い、全山が焼失した。

### 大安寺
80数年の空白の後、万治2年（1658年）に松平光通によって大安寺が創建される。ほぼ全ての建造物が第二次世界大戦や福井地震の影響を受けることなく創建当時のまま残存し、5棟が2008年に国の重要文化財に指定された。

## 文化財

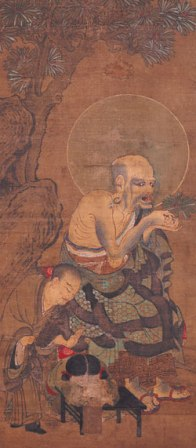
羅漢図（2幅のうち）鎌倉時代

### 重要文化財
- 大安寺（5棟）
  - 本堂[2] - 入母屋造、瓦葺き。六間取りの方丈形式の本堂である。万治2年（1659年）建立。
  - 庫裏[3] - 本堂右手に建ち、正面入母屋造、背面寄棟造、瓦葺き。左手前に廊下と客寮が付属する。万治元年（1658年）の建立。
  - 開山堂[4] - 宝形造、瓦葺き。開山大愚宗築を祀る。寛文10年（1670年）建立。
  - 開基堂[5] - 霊屋（たまや）ともいう。宝形造、瓦葺き。開基松平光通を祀る。延宝5年（1677年）建立。
  - 鐘楼[6] - 寛文3年（1663年）建立。
  - （附指定）山門、塀中門、宝蔵、廟所（門、玉垣、石燈籠4基よりなる）
- 絹本著色羅漢図[7] 2幅

### その他の文化財
- 木造文殊菩薩坐像 - 平安時代末期作
- 木造大日如来坐像 - 平安時代末期作

## アクセス
- 北陸新幹線・ハピラインふくい線・えちぜん鉄道勝山永平寺線　福井駅より
  - 京福バス 10・14・15・19系統（越前海岸ブルーライン線）、11系統（大安寺線）「大安寺門前」下車、約1 km。
  - タクシー 約9 km。
- E8 北陸自動車道 福井北ICより 国道416号、福井県道251号本郷福井線経由、約13 km。
- E67 中部縦貫自動車道 松岡ICより 国道416号、福井県道251号本郷福井線経由、約14 km。